# Matera Sport 1991-1992
Questa voce raccoglie le informazioni riguardanti il Matera Sport nelle competizioni ufficiali della stagione 1991-1992.

## Rosa
| N. |                   | Ruolo | Calciatore        |
| -- | ----------------- | ----- | ----------------- |
|    | Italia (bandiera) | P     | Nicola Abrescia   |
|    | Italia (bandiera) | P     | Cesare Morciano   |
|    | Italia (bandiera) | D     | Cataldo Cifarelli |
|    | Italia (bandiera) | D     | Francesco Danza   |
|    | Italia (bandiera) | D     | Pasquale Greco    |
|    | Italia (bandiera) | D     | Germano Iannella  |
|    | Italia (bandiera) | D     | Giuseppe Leo      |
|    | Italia (bandiera) | D     | Domenico Surace   |
|    | Italia (bandiera) | D     | Domenico Tanzi    |
|    | Italia (bandiera) | C     | Angelo Bisci      |
|    | Italia (bandiera) | C     | Piero Caputo      |

| N. |                   | Ruolo | Calciatore          |
| -- | ----------------- | ----- | ------------------- |
|    | Italia (bandiera) | C     | Gianfranco Filidoro |
|    | Italia (bandiera) | C     | Aldo Gardini        |
|    | Italia (bandiera) | C     | Francesco Gigliotti |
|    | Italia (bandiera) | C     | Leonardo Iacovone   |
|    | Italia (bandiera) | C     | Antonio Presta      |
|    | Italia (bandiera) | C     | Roberto Satorini    |
|    | Italia (bandiera) | A     | Salvatore Ciullo    |
|    | Italia (bandiera) | A     | Giovanni Ferrante   |
|    | Italia (bandiera) | A     | Pietro Pugliese     |
|    | Italia (bandiera) | A     | Mario Valastro      |

## Risultati

### Serie C2

#### Girone di andata
| 1ª giornata                                | Matera    | 1 – 1 | Sangiuseppese |  |
| \| \| \| \| \| Pugliese \| Marcatori \| \| |           |       |               |  |
|                                            |           |       |               |  |
| Pugliese                                   | Marcatori |       |               |  |

| 2ª giornata                              | Formia    | 1 – 1  | Matera |  |
| \| \| \| \| \| \| Marcatori \| Presta \| |           |        |        |  |
|                                          |           |        |        |  |
|                                          | Marcatori | Presta |        |  |

| 3ª giornata                                | Matera    | 1 – 0 | Potenza |  |
| \| \| \| \| \| Ferrante \| Marcatori \| \| |           |       |         |  |
|                                            |           |       |         |  |
| Ferrante                                   | Marcatori |       |         |  |

| 4ª giornata | Cerveteri | 1 – 1 | Matera |  |

| 5ª giornata                             | Matera    | 1 – 0 | Latina |  |
| \| \| \| \| \| Bisci \| Marcatori \| \| |           |       |        |  |
|                                         |           |       |        |  |
| Bisci                                   | Marcatori |       |        |  |

| 6ª giornata | Battipagliese | 1 – 0 | Matera |  |

| 7ª giornata                                        | Matera    | 2 – 0 | Turris |  |
| \| \| \| \| \| Iannella, Caputo \| Marcatori \| \| |           |       |        |  |
|                                                    |           |       |        |  |
| Iannella, Caputo                                   | Marcatori |       |        |  |

| 8ª giornata | Matera | 0 – 0 | Campania |  |

| 9ª giornata | Savoia | 0 – 0 | Matera |  |

| 10ª giornata | Matera | 1 – 0 | Atletico Leonzio |  |

| 11ª giornata | Soccer Trani | 1 – 0 | Matera |  |

| 12ª giornata | Matera | 0 – 0 | Altamura |  |

| 13ª giornata | Catanzaro | 2 – 1 | Matera |  |

| 14ª giornata | Matera | 1 – 0 | Astrea |  |

| 15ª giornata | Molfetta | 1 – 0 | Matera |  |

| 16ª giornata | Matera | 0 – 0 | Vigor Lamezia |  |

| 17ª giornata | Bisceglie | 2 – 0 | Matera |  |

| 18ª giornata                               | Matera    | 1 – 0 | Juve Stabia |  |
| \| \| \| \| \| Valastro \| Marcatori \| \| |           |       |             |  |
|                                            |           |       |             |  |
| Valastro                                   | Marcatori |       |             |  |

| 19ª giornata | Lodigiani | 2 – 2 | Matera |  |

#### Girone di ritorno
| 20ª giornata | Sangiuseppese | 1 – 1 | Matera |  |

| 21ª giornata | Matera | 2 – 2 | Formia |  |

| 22ª giornata | Potenza | 1 – 0 | Matera |  |

| 23ª giornata | Matera | 1 – 0 | Cerveteri |  |

| 24ª giornata | Latina | 0 – 0 | Matera |  |

| 25ª giornata | Matera | 2 – 0 | Battipagliese |  |

| 26ª giornata | Turris | 2 – 0 | Matera |  |

| 27ª giornata | Campania | 0 – 1 | Matera |  |

| 28ª giornata | Matera | 1 – 1 | Savoia |  |

| 29ª giornata | Atletico Leonzio | 1 – 1 | Matera |  |

| 30ª giornata | Matera | 1 – 1 | Soccer Trani |  |

| 31ª giornata | Altamura | 2 – 2 | Matera |  |

| 32ª giornata | Matera | 1 – 1 | Catanzaro |  |

| 33ª giornata | Astrea | 3 – 0 | Matera |  |

| 34ª giornata | Matera | 2 – 1 | Molfetta |  |

| 35ª giornata                               | Vigor Lamezia | 0 – 1    | Matera |  |
| \| \| \| \| \| \| Marcatori \| Ferrante \| |               |          |        |  |
|                                            |               |          |        |  |
|                                            | Marcatori     | Ferrante |        |  |

| 36ª giornata | Matera | 0 – 0 | Bisceglie |  |

| 37ª giornata | Juve Stabia | 1 – 0 | Matera |  |

| 38ª giornata | Matera | 0 – 0 | Lodigiani |  |

### Coppa Italia Serie C
|  | Matera | 1 – 0 | Battipagliese |  |

|  | Catanzaro | 0 – 0 | Matera |  |

|  | Matera | 0 – 0 | Potenza |  |

|  | Vigor Lamezia | 1 – 1 | Matera |  |

## Statistiche

### Statistiche di squadra
| Competizione         | Punti | Totale | Totale | Totale | Totale | Totale | Totale |
| Competizione         | Punti | G      | V      | N      | P      | Gf     | Gs     |
| -------------------- | ----- | ------ | ------ | ------ | ------ | ------ | ------ |
| Serie C2             | 40    | 38     | 11     | 18     | 9      | 29     | 29     |
| Coppa Italia Serie C | 5     | 4      | 1      | 3      | 0      | 2      | 1      |

### Statistiche dei giocatori
| Giocatore    | Serie C2 | Serie C2 | Coppa Italia Serie C | Coppa Italia Serie C | Totale   | Totale |
| Giocatore    | Presenze | Reti     | Presenze             | Reti                 | Presenze | Reti   |
| ------------ | -------- | -------- | -------------------- | -------------------- | -------- | ------ |
| N. Abrescia  | 3        | 0        | ?                    | ?                    | 3+       | 0+     |
| A. Bisci     | 30       | 3        | ?                    | ?                    | 30+      | 3+     |
| P. Caputo    | 32       | 3        | ?                    | ?                    | 32+      | 3+     |
| C. Cifarelli | 23       | 0        | ?                    | ?                    | 23+      | 0+     |
| S. Ciullo    | 21       | 0        | ?                    | ?                    | 21+      | 0+     |
| F. Danza     | 30       | 1        | ?                    | ?                    | 30+      | 1+     |
| G. Ferrante  | 23       | 8        | ?                    | ?                    | 23+      | 8+     |
| G. Filidoro  | 23       | 1        | ?                    | ?                    | 23+      | 1+     |
| A. Gardini   | 34       | 0        | ?                    | ?                    | 34+      | 0+     |
| F. Gigliotti | 37       | 0        | ?                    | ?                    | 37+      | 0+     |
| P. Greco     | 9        | 0        | ?                    | ?                    | 9+       | 0+     |
| L. Iacovone  | 9        | 0        | ?                    | ?                    | 9+       | 0+     |
| G. Iannella  | 20       | 1        | ?                    | ?                    | 20+      | 1+     |
| G. Leo       | 10       | 1        | ?                    | ?                    | 10+      | 1+     |
| C. Morciano  | 35       | 0        | ?                    | ?                    | 35+      | 0+     |
| A. Presta    | 32       | 2        | ?                    | ?                    | 32+      | 2+     |
| P. Pugliese  | 21       | 4        | ?                    | ?                    | 21+      | 4+     |
| R. Satorini  | 16       | 0        | ?                    | ?                    | 16+      | 0+     |
| D. Surace    | 29       | 1        | ?                    | ?                    | 29+      | 1+     |
| D. Tanzi     | 35       | 2        | ?                    | ?                    | 35+      | 2+     |
| M. Valastro  | 21       | 1        | ?                    | ?                    | 21+      | 1+     |